# Battus philenor
Battus philenor is een vlinder uit de familie van de pages (Papilionidae).

## Kenmerken
De spanwijdte bedraagt 70 tot 130 millimeter.

## Verspreiding en leefgebied
De soort komt voor in Midden- en Noord-Amerika. De soort leeft vooral in open gebied.

## Waardplanten
De waardplanten zijn van het geslacht Aristolochia. De rupsen zijn hierdoor giftig, evenals de daaruit voortkomende imagines. Sommige vlindersoorten, zoals Limenitis arthemis en Papilio troilus, lijken op Battus philenor en genieten daardoor bescherming - een vorm van mimicry.

## Externe links

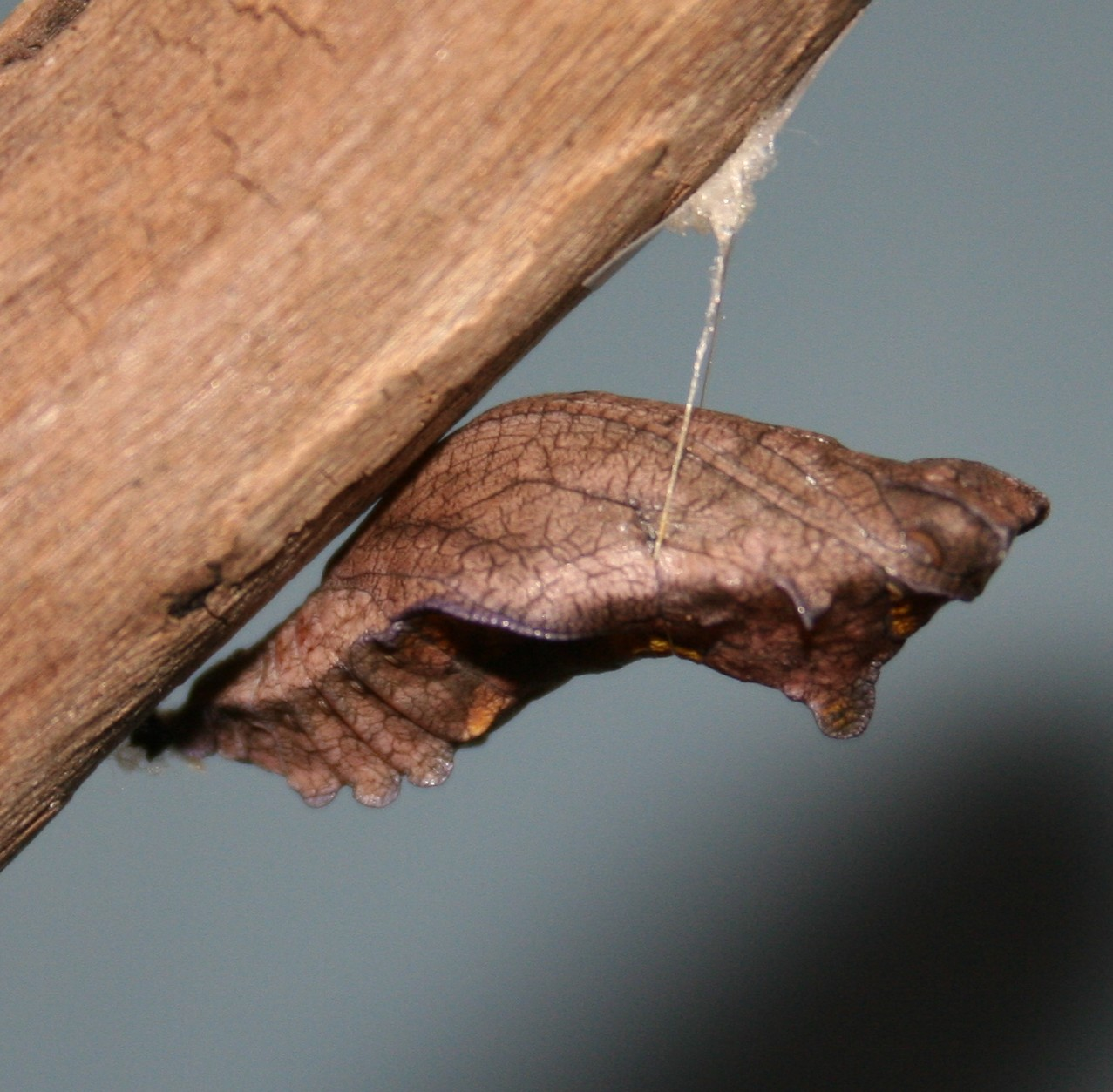
Pop